# 多田帯刀
多田 帯刀（ただ たてわき、天保2年5月26日（1831年7月5日） - 文久2年11月16日（1863年1月5日））は江戸時代末期（幕末）の金閣寺の寺侍。通称は常太郎。

## 生涯
母は村山たか（可寿江）。父は金閣寺の住職・北澗承学で、後に代官の多田源左衛門（一郎）の養子となる。
母・たか（可寿江）が長野主膳の妾となると、帯刀もそれに従う。安政の大獄において、主膳の密命を受け、母と共に勤王派の公家や志士たちの動向を探り、それを幕府に伝えた。そのため、勤王の志士たちに母と共に狙われた。文久2年（1862年）11月14日の夜、楢崎八十槌・小畑孫三郎・河野万寿弥・依岡権吉・千屋寅之助らの土佐藩士・長州藩士20名ほどに捕縛され、生き晒しにされた。
同時に帯刀も潜伏先を襲撃されたが不在であったため、志士が家主に「明日の晩に三条大橋のところまで連れてこい。連れてこなければお前の命は無いものと覚悟せよ」と脅すと、家主はそれに従い、翌15日夜に帯刀を三條大橋まで連れてきた。
志士たちは幕吏の目を恐れ、また御所の近くで血を流すのは恐れ多いとして、帯刀を蹴上（粟田口刑場）まで連れて行き、安政の大獄のことを詰問すると、恐れをなして逐一白状した。そのため斬り捨てではなく手拭いで目隠しをされ、小畑孫三郎が斬首にあたった。しかし小畑は一刀で首を刎ねられず、いったんは観念した多田が狼狽して大いに暴れたため、数人がかりで押さえつけ、別の志士により首がねじ切られた。その後、髷を木の枝に結び付けられ、梟首された。また、その近辺に「島田左兵衛・加納繁三郎・長野主膳らと奸計を働かせ、安政の大獄の際に志士の書状を渡辺金三郎（京都町奉行所与力）に渡るようにし、志士たちを捕縛させた」などの罪状を述べた斬奸状が立てられた。
戒名は宗心院因応縁了居士。墓所は京都市左京区の金福寺にある。

## 登場する作品
- 小説「花の生涯」（舟橋聖一 1952〜53年 毎日新聞連載）
- 花の生涯 彦根篇 江戸篇 （1953年 松竹）※モノクロ映画 演：大木実
- 花の生涯（1963年 NHK） ※NHK大河ドラマ第1作 演：田村正和
- 花の生涯（1974年 日本テレビ 演：山本亘